# Юньлон

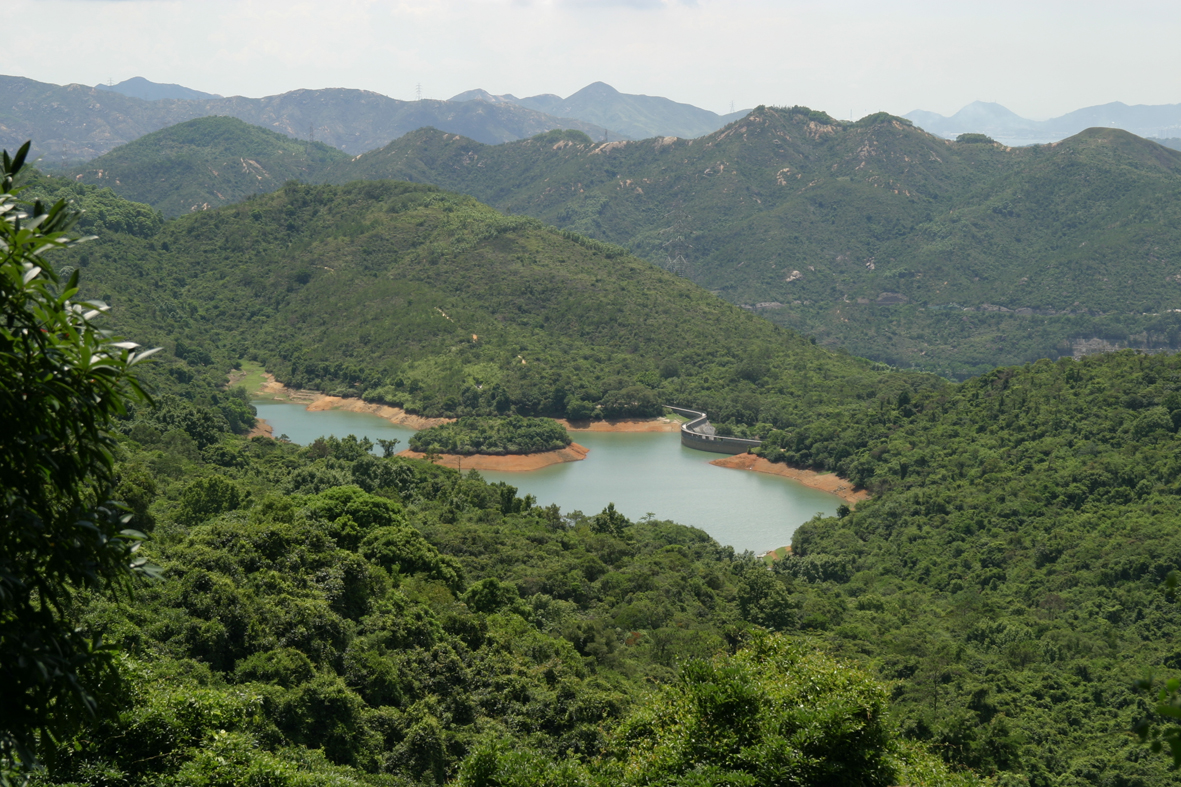
Юн-Лонг

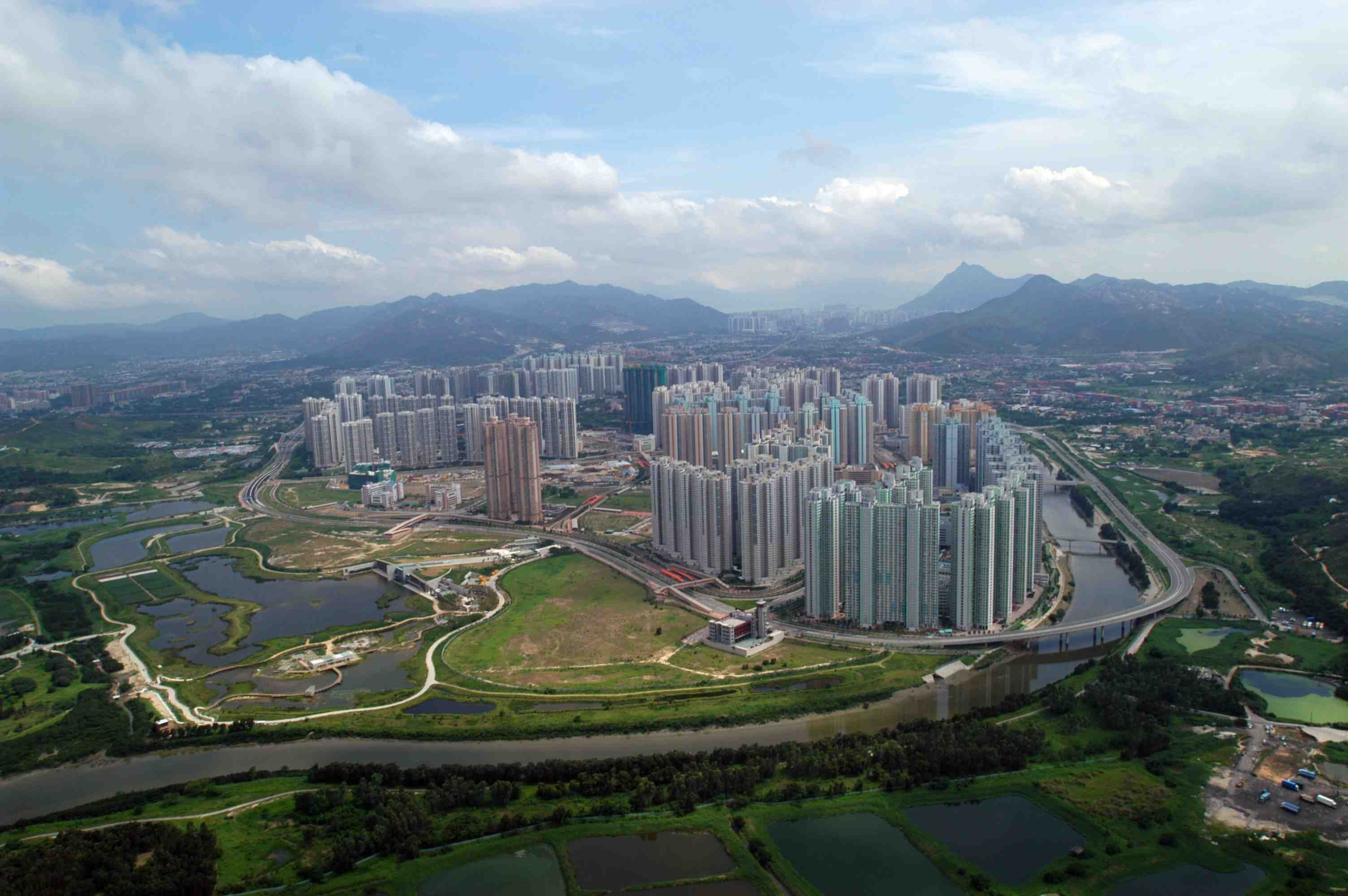
Юн-Лонг

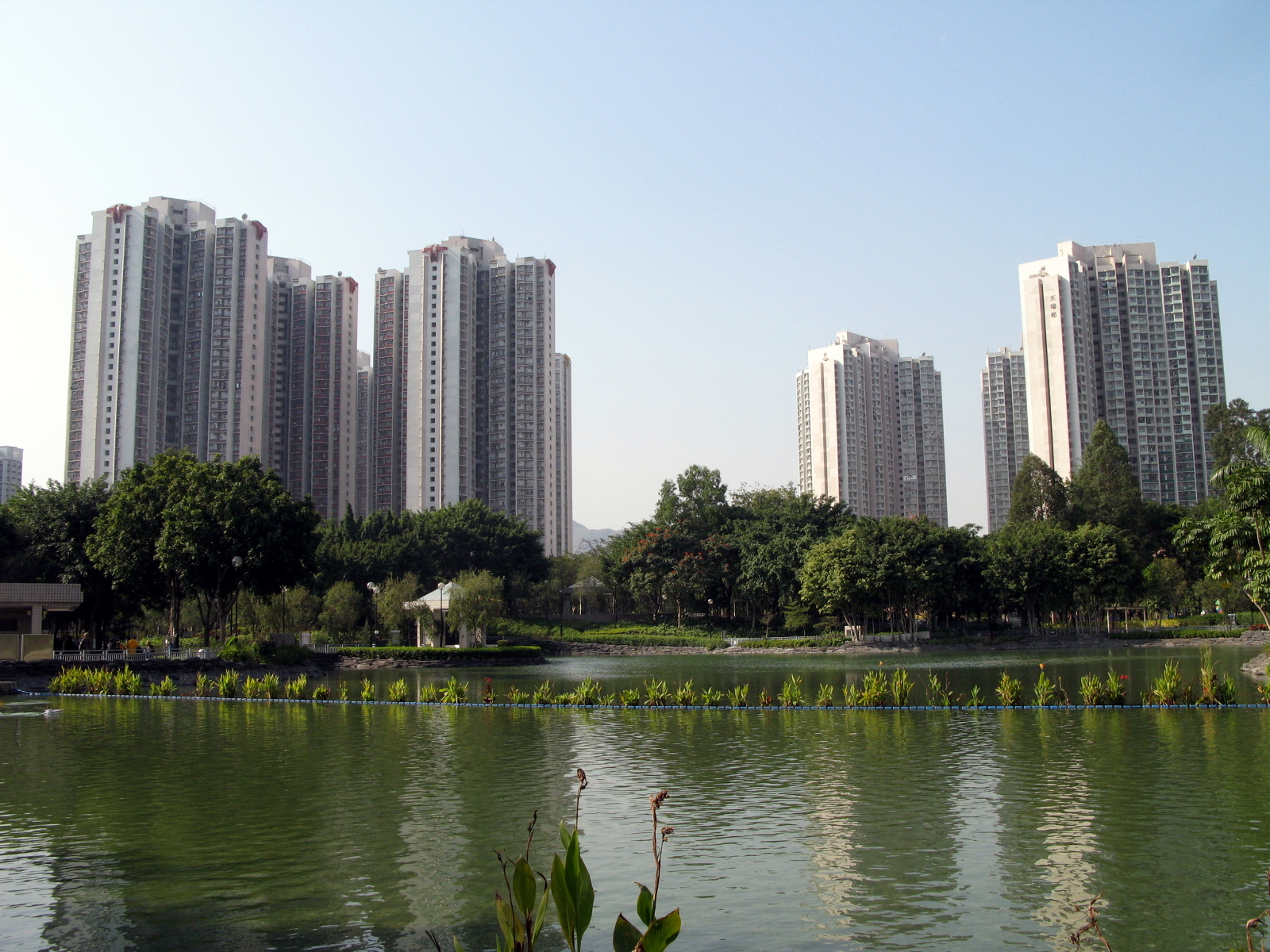
Юн-Лонг

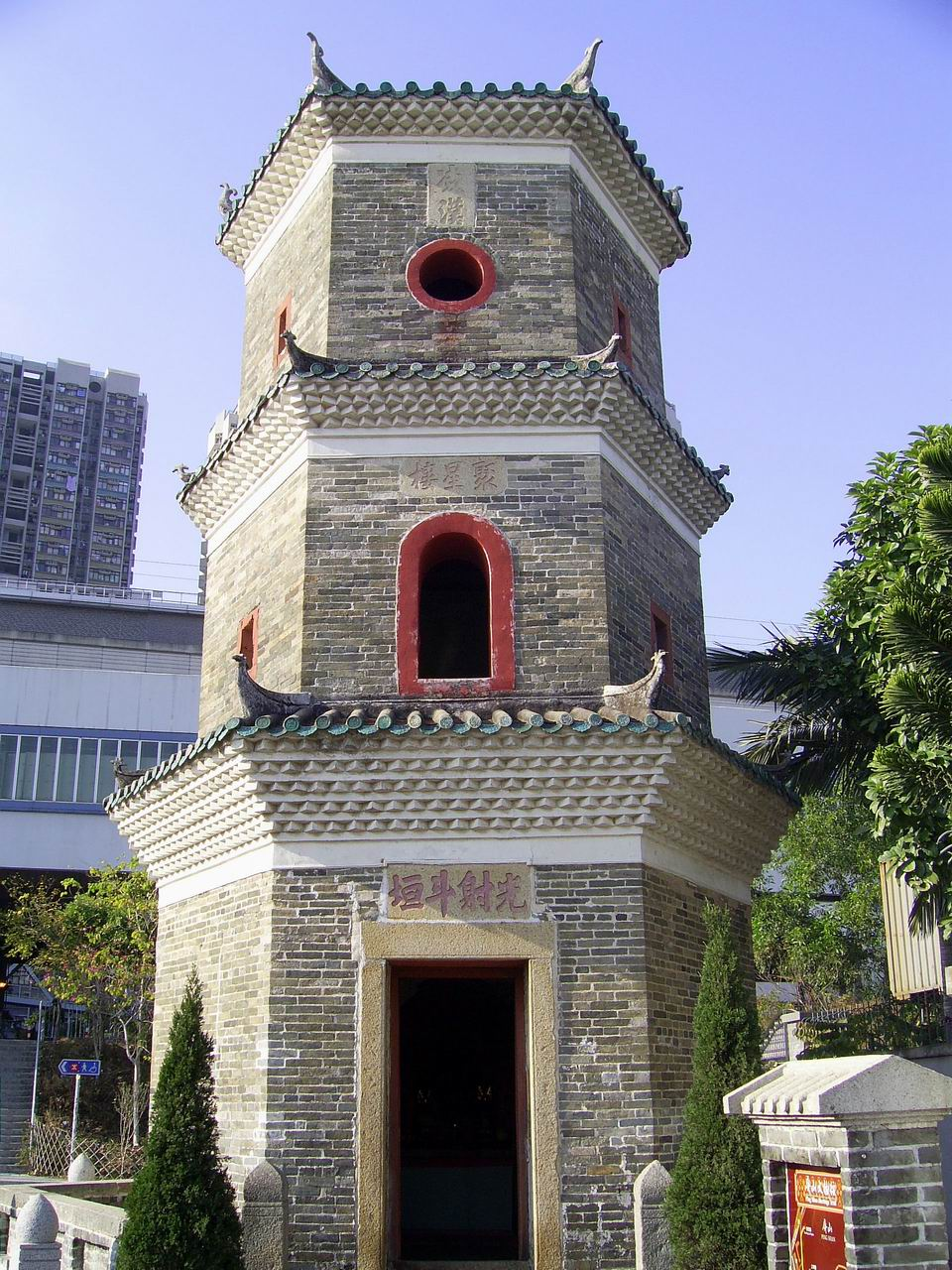
Юн-Лонг

Юньлон? (иер. 元朗, ютпх. Jyun4long5, кит.-рус. Юаньлан, англ. Yuen Long) — один из 18 округов Гонконга. Расположен в северо-западной части Новых Территорий.

## Население
В 2006 году в округе проживало 534 тыс. человек; крупнейшими населенными пунктами являются Тин-Шуй-Вай и Юн-Лонг.

### Религия
В округе расположены храмы Ёнг-Хау, Хунг-Шинг, Тин-Хау, Пат-Хюнг, Чунг-Шинг, Юн-Кван-И-Тай, Тай-Вонг, Квун-Ям, И-Шинг.

## Экономика
В округе расположены Гонконгский научно-технологический парк (электроника, точные приборы, биотехнологии, телекоммуникации и информационные технологии), Промышленные парки Юн-Лонг и Тунг-Тау. В прибрежной зоне сохраняют своё значение рыболовство и выращивание устриц.

### Торговля
Крупнейшие торговые центры округа — «YOHO Midtown», «Сун-Юн-Лонг Сентр» и «Чак».

## Транспорт
- 5,5-километровый автомобильный мост «Шэньчжэнь Бей» связывает округ с городом Шэньчжэнь
- Линия MTR «Вест Рейл» связывает округ с Чхюньвань
- Линия MTR «Лайт Рейл» связывает округ с Тхюньмунь
- Шоссе «Цинг Лонг» и автомобильный тоннель «Тай-Лам» соединяют округ с Чхюньвань
- Шоссе «Кастл Пик Роуд» соединяет округ с Тайпоу и Коулуном
- Шоссе «Юн-Лонг» соединяет округ с Тхюньмунь
- В округе существует разветвленная сеть автобусных маршрутов

## Достопримечательности
- Пагода Цуй-Синг-Лау
- Пагода Авиари
- Деревня Шэунг-Чэунг-Вай
- Дом-дерево в Камтине

### Крупнейшие здания
- Yoho Town

### Парки
- Гонконг Ветленд Парк
- Болота Май-По
- Тай-Лам Каунтри Парк
- Лам-Цюн Каунтри Парк
- Юн-Лонг Парк

## Образование
- Колледж Ли-Инг

## Здравоохранение
- Госпиталь Пок-Ой

## Культура
- Театр Юн-Лонг
- Публичная библиотека Тин-Шуй-Вай
- Публичная библиотека Тин-Шуй-Вай Норт
- Публичная библиотека Юн-Лонг

## Спорт
- Спорткомплекс Тин-Шуй-Вай
- Стадион Юн-Лонг
- Спортцентр Тин-Шуй-Вай
- Бассейн Юн-Лонг
- Бассейн Тин-Шуй-Ван